# Ревиста Пиндулуи, Мачедонией ши Тимокулуи
„Ревиста Пиндулуи, Мачедонией ши Тимокулуи“ (на румънски: Revista Pindului, Macedoniei şi Timocului, в превод Пинско, Македонско и Тимошко списание) е арумънско списание, издавано в Букурещ в 1929 година. Подзаглавието е „Фолклор, история, литература“ (Folclor, Istorie, Literatură).
Печата се в графичния институт „Еминеску“. Директор на списанието е Константин Константе. След излизането на 2 недатирани броя, спира. Публикува информации за тимошките власи, както и студията на Стоян Романски „Македонските ромъни“.